# Глотов, Владимир Степанович
Влади́мир Степа́нович Гло́тов (23 января 1937, Эльтон, Сталинградская область — 1981, РСФСР) — советский футболист, защитник. Игрок сборной СССР. Серебряный призёр чемпионата Европы 1964. Мастер спорта СССР.

## Карьера
Воспитанник тамбовского футбола. В конце 1950-х годов проходил военную службу в Москве и играл за команду одного из динамовских райсоветов, где был замечен тренером «большого» «Динамо» Михаилом Якушиным. С 1959 года играл за дубль бело-голубых, а с 1960 года — за основную команду. За семь сезонов провёл 146 матчей и забил два гола в высшей лиге. После ухода из «Динамо» выступал за люберецкое «Торпедо».
Дебютировал в сборной СССР 1 декабря 1963 года, в матче со сборной Марокко. Всего за первую сборную провёл 5 матчей, в том числе выходил на поле в двух матчах 1/4 финала чемпионата Европы 1964 года против Швеции. В составе сборной ездил на финальный турнир ЧЕ-1964, но на поле не выходил. За олимпийскую сборную провёл 2 матча.

## Дальнейшая жизнь
По неподтверждённым данным, погиб в 1981 в местах лишения свободы.

## Достижения
- Чемпион СССР: 1963
- Финалист европейского первенства 1964 года.